# Джордж Патън
Вижте пояснителната страница за други личности с името Патън.
Джордж Смит Патън-младши (на английски: George Smith Patton, Jr.) е американски генерал, сред водещите командващи в периода на Втората световна война.
Активно участва в кампанията в Северна Африка, на остров Сицилия, във Франция и Германия от 1943 до 1945 година. По време на Втората световна война е командващ новосформирания танков корпус, участващ във военните действия във Франция. Загива при автомобилен инцидент на 21 декември 1945 година край Хайделберг, недалеч от Манхайм, Германия.

## Семейство
Джордж Смит Патън е роден на 11 ноември 1885 година в Сан Габриел, Калифорния (сега част от град Сан Марино, Калифорния), в семейството на Джордж Смит Патън-старши (1856 – 1927) и Рут Уилсън (1861 – 1928). Тъй като е кръстен със същото лично име като своя баща, след името му е добавено „младши“, въпреки че е 3-ти син Джордж Смит Патън. Семейство Патън е от богат шотландски произход.
Като младеж Патън чете много класика и книги за военната история. Патън-старши бил познат с легендарния рейнджър от Конфедералната армия по време на Американската гражданска война Джон Сингълтън Мосби, наричан „Сивият призрак“. Младият Патън израства, слушайки истории за военната слава на Мосби, още от ранна възраст иска да стане генерал и да бъде герой на родината си.
Неговият дядо Джон М. Патън е губернатор на Вирджиния, а прачичо му Уолтър Т. Патън загива от раните, получени в атака по време на Битката за Гетисбърг. Друг роднина, Хю Уидън Мерсър, е съюзнически генерал. Неговият 7-и прадядо е Луи Дюбоа, френски хугенотски емигрант, който заедно с още 11 други основава град Ню Палтс, щат Ню Йорк.
Патън се жени на 26 май 1910 година, за Беатрис Бенинг Айер (12 януари 1886 – 30 септември 1953), която е от заможно семейство, притежаващо текстилен бизнес. Двамата имат 3 деца: Беатрис Смит (19 март 1911 – 24 октомври 1952), Рут Елън (28 февруари 1915 – 25 ноември 1993), Джордж Патън IV (24 декември 1923 – 30 юни 2004 година).
Синът му Джордж Патън IV тръгва по стъпките на баща си, участва в Корейската война и Виетнамската война, достига до чин генерал-майор, а след края на военната си кариера пише мемоари.

## Обучение
Като дете е срещнал сериозни проблеми да се научи да чете и пише. По онова време не е имало специализиран термин за подобни проблеми в обучението, които днес наричаме дислексия, но тя се превърнала в първия враг на Патън, срещу който се е борил и постигнал победа. С интензивната помощ на своите родителите той положил неимоверни усилия да се научи да чете и пише и впоследствие станал ненаситен читател на исторически книги, въпреки че писането му, дори и като възрастен, си оставало с много правописни грешки. Но влиза в списъка на най-прочутите дислектици в световната история.!"
Впоследствие бъдещият офицер отива да учи във Вирджинския военен институт в продължение на една година, след което се прехвърля във Военната академия на Съединените щати в Уест Поинт. Там обаче е принуден да повтори първата година поради много лошото си представяне по математика. Справя се с цялостното обучение с отличие и е назначен за кадет-адютант (втората най-висока позиция за кадет). Дипломира се през 1909 година и е назначен като кавалерийски офицер.

## V летни олимпийски игри
Патън участва в Летните олимпийски игри 1912 в Стокхолм, Швеция, представляйки Съединените щати в новата спортна дисциплина модерен петобой. Представя се сравнително добре, постигайки следните резултати.
Стрелба с пистолет
Бъдещият генерал реализира следните попадения в спортната стрелба: 10, 10, 10, 9, 8; 10, 10, 10, 0, 0; 10, 10, 9, 9, 8 и 10, 10, 10, 9, 7, завършвайи на 21-во място от 42 състезатели. Въпреки че куршумите от серията изстрели са групирани заедно в центъра на целта, съдиите решават, че един куршум е пропуснал целта и отсъждат „0“. Патън бурно поддържа мнението, че два от неговите куршуми са в една дупка.
300 м. плуване свободен стил
Пътън завършва 6-и от 37 състезатели.
Фехтовка
Патън става 3-ти от 29 състезатели.
Езда през пресечена местност
Патън и двама от шведите се представят отлично, като американецът завършва на 3-та позиция. Състезателите стартират по единично, през интервал от 5 минути. По тресето има 25 скока и 50 по-малки немаркирани препятствия.
Крос през пресечена местност
Патън се състезава срещу 3 шведи, 3 британци, 3 руснаци, 2 французи, 2 датчани и австриец в 4-километров крос. Състезателите започват състезанието през интервал от 1 минута, стартирайки от стадиона, преминават през трудна, пресечена местност и завършват отново на стадиона. Патън завършва 3-ти от 15 участници, като след пресичането на финалната линия припада.
Класиране
Завършва състезанието по модерен петобой на престижното 5-о място. Единствено резултатът му в стрелбата поражда спор. Според Патън, тъй като използва оръжие 38-и калибър, някой от патроните е преминал през дупка, оставена от предишен изстрел), но съдиите твърдят, че този изстрел е пропуснал целта. Мнието на съдиите надделява. Той приема резултатите, без да се оплаква или да търси оправдания. Ако претенциите му са били зачетени, Патън е щял да вземе златен медал от Летните олимпийски игри вместо 5-о място.

## Сабя „Патън“
След Олимпийските игри лейтенант Патън става най-младия „майстор на шпагата“. Младият офицер решава да модернизира кавалерийската сабя, която по онова време е на въоръжение в Армията на САЩ. Така по негов проект е създадена кавалерийска сабя, модел 1913 година, позната като сабя „Патън“. Това е голяма и тежка сабя, с широк предпазител, предназначена за употреба в тежката кавалерия. Сабята е силно повлияна от модели на британската кавалерия, от 1908 и 1912 година. Тази сабя никога не влиза на въоръжение в кавалерията, най-вече поради скоро променения начин на водене на бойни действия и замиращите функции на кавалерията като основна бойна единица (в модернизацията на армията кавалерията се заменя с механизирани бойни единици, наричани също „кавалерия“).

## Първа световна война
При включването на САЩ в Първата световна война генерал Джон Пършинг повишава Патън в чин капитан. По молба на Патън Пършинг го назначава в новосформирания танков корпус на САЩ. През 1917 година участва в сражението при Камбре, където танковете за първи път се използват като съществена сила. За тези заслуги и за организирането на учебна школа за танкисти на американската армия в Лангре, Франция, Патън е произведен в чин майор, а по-късно в чин полковник.
Като полковник служи в Американския танков корпус, който става част от Американските експедиционни сили, които стават част от Първа американска армия. Участвайки в Битката при Сен Мишел, през септември 1918 година е ранен от картечен огън при опитите да преведе танковете през калта на бойното поле. Куршумът преминава през бедрото му и в следващите месеци провежда лечение. Скоро след това е награден с медал „Пурпурно сърце“.

## Втора световна война
В периода на планиране за участието на САЩ във Втората световна война Патън командва Втора бронирана дивизия, която с променлив успех участва в маневри в Луизиана и Северна Каролина през 1941 година. Втора дивизия била разквартирувана във Форт Бенинг, щат Джорджия когато е заповядано да се предислоцира в новосъздадения „Пустинен тренировъчен център“ (на английски: Desert Training Center) в Индио, Калифорния. Патън е назначен от главнокомандващия на танковите войски генерал Джейкъб Дивърс за командващ на Първи механизиран корпус и заедно с корпуса се включва във военните действия на съюзниците в Северна Африка.
На 3 юни 1942 година Патън заявява, че Япония, която се е присъединила към Хитлеровата коалиция (22 май 1942 г.), може във всеки момент да нападне през крайбрежието на Мексико. Според Патън японците могат през Мексико да атакуват на север САЩ и с поддръжка по море и въздушни атаки да атакуват Калифорния. За три дни Патън въвежда своята армия в бойна готовност, за да може във всеки момент да защити САЩ от нападение. .
Японските сили се настаняват на Алеутските острови на 6 юни 1942 година.

### Война в Северна Африка
През 1942 година генерал-майор Патън командва „Западния контингент“ на армията на САЩ, която се настанява на крайбрежието на Мароко по време на Операция „Факел“. Патън и неговият щаб дебаркират в Мароко на борда на линеен кораб „Августа СА-31“.
След поражението на Втори корпус на ВС на САЩ (тогава в състава на 1-ва Британска армия) през 1943 година от германския Африкански корпус в Битката при прохода Касерин, генерал Дуайт Айзенхауер изпраща генерал-майор Омар Брадли, който трябва да изготви доклад за състоянието на корпуса и причините за тежкото поражение. Въз основа на доклада на Брадли и анализ на причините за загубата, Айзенхауер освобождава генерал-майор Лойд Фредендал, повишава генерал Патън в генерал-лейтенант и го назначава за командващ на 2-ри корпус. Айзенхауер назначава генерал Брадли за заместник на Патън. Така започва дълго сътрудничество между два напълно противоположни характера, нещо, което може да се случи само във военни условия.
Мнението сред повечето британски и американски офицери за 2-ри корпус е, че там има разложение на дисциплината. Със заемането на длъжността командващ Патън заповядва на всички свои подчинени да носят непрекъснато своите каски, а външният им вид да бъде безупречен. Всеки боец трябвало да се бръсне и да поддържа екипировката в надлежен вид. Тези мерки не правели в никакъв случай Патън популярен сред армията, но възраждат отново чувството на дисциплина и воинска гордост, загубени по-рано. Провеждайки жестоки тренировки и обучение на бойците, Патън не бил обичан от тях, но те предпочитали да служат при него, защото според тях това им давало по-голям шанс да се върнат живи от фронта. По това време му лепват прякора „Old Blood and Guts“.
Дисциплинарните мерки бързо се оправдават. Към средата на март е заповядано контранастъпление, съвместно с останките от 1-ва британска армия. В същото време 8-а британска армия под командването на генерал Бърнард Монтгомъри провежда бойни действия срещу противника на територията на Тунис. Съвместните усилия освобождават Северна Африка от немските войски.

### Инвазия на остров Сицилия
Като резултат от успешното командване на войските в Северна Африка Патън получава командването на 7-а американска армия, в която вече е започнала подготовка за инвазия на италианският остров Сицилия. Задачите на армията включват: защита на левия фланг на 8-ва британска армия и придвижване на север и достигане до град Месина.
Седма армия отблъсква няколко атаки на немците и контраатакува в зоната на бреговия плацдарм преди да се насочи на север. В същото време 8-а британска армия спира южно от Етна, спряна от мощната съпротива на немците.
Командващият на армейската група генерал Харолд Александър не успявал да координира действията на двамата генерали. Тогава по своя инициатива Монтгомъри организира среща на неговия щаб с щаба на 7-а армия, за да координират по-нататашните си действия.
Патън формира временен корпус под свое командване. Тази част бързо прави пробив в западна Сицилия, освобождавайки главния град Палермо, след което се придвижва на изток към град Месина в съответствие с разработения по-рано план.
Тъй като италианските и немски части имали военноморско и военновъздушно преимущество, те успяват да евакуират своите части през Месинският пролив, прехвърляйки ги в континенталната част на Италия.
Инцидент с шамаросване на войник
Само за 38 дни генерал Патън и неговата 7-а армия прочистват по-голямата част от остров Сицилия. Тази слава е помрачена от една постъпка на генерала, който при посещение във военно-полева болница, удря шамар на американски войник, който е лекуван от психически шок, обявявайки го за симулант.
„Инцидента с шамаросването“, който се случва на 3 август 1943 година  почти приключва военнатата кариера на генерал Патън. Информацията за инцидента достига до общественността след публикацията на Дру Персън във вестник The Port Arthur News, като репортера докладва, че по негова информация генерал Патън е бил „силно порицан“ от главнокомандващия генерал Айзенхауер за случката. Щабът на съюзническите войски отрича, че Патън е бил „порицаван“, но потвърди, че генерала не е трябвало да удря войника.
Според свидетели генерал Патън е бил на посещение при пациенти на военната болница на Армията на САЩ на остров Сицилия, като при пристигането вижда 24-годишния войник Чарлз Х. Кул (Charles H. Kuhl), който плаче. Патън го пита: „Какво ти е на теб?“, на което войникът отговаря: „Предполагам, че съм изнервен, не мога да спра да треперя“ („It's my nerves, I guess. I can't stand shelling“). Веднага след това Патън започва да крещи и да нарича войника „страхливец“, заповядвайки му да се върне на фронта. В резултат идват много лекари и офицери, включително началникът на лазарета и медицинска сестра. Тогава Патън „удари младежа в задната част на главата с опакото на ръката си“. След това Патън отиде при други пациенти, а на връщане удря войника отново.
Когато генерал Айзенхауер научава за инцидента, той нарежда на Патън да се извини веднага, като казва: „Патън да се извини не само на войника, а и на всички онези, присъстващи на същото място по това време“.
След като е направен филмът „Патън“, който излиза на екран през 1970 година, Чарлз З. Кул разказва историята и казва, че Патън го удря в лицето а след това го рита когато си тръгва. Според пострадалия войник, веднага след като е изпълнена заповедта на Патън да бъде изхвърлен от болницата, е установено, че има малария и е върнат обратно.
По думи на редник Кул, когато Патън му се извинява лично (в главната квартира на Патън) „той каза, че не знаел, че аз съм болен като другите“. Кул умира на 24 януари 1971 година.
След случката генерал Айзенхауер мисли дали да изпрати Патън в пенсия, но след консултации с генерал Джордж Маршал Айзенхауер решава да запази Патън за предстоящите битки на Европейския театър на Втората световна война, макар и без да команда отново големи формирования. Преди Десанта в Нормандия Айзенхауер използва Патън в успешно подготвена и изпълнена военна хитрост, като заблуждава германците, че Патън ще води десанта във Франция, на което общото германското върховно командване повярва.

## Щрихи от практиката на ген. Патън
Пустинен тренировъчен център в Калифорния
Всяка вечер генерал Патън предприемаше един вид общуване, което обединяваше всички войници. Тази „комуникация“ ни обединяваше с войниците от историята! Генерал Патън караше тръбачите да свирят сигнал! Всяка военна част до 200 души си имаше свой собствен тръбач. Бяхме 20 000 души, спящи на земята в един 50 километров участък от пустинната долина и имахме стотици тръбачи.
Денем сигнал за внимание в една танкова част на практика е абсолютно безполезен. Невъзможно е да се чуе сигнал сред шума на движещи се танкове и камиони, но във вечерната тишина този сигнал може да се чуе на километри. Въпреки че звукът се движи бързо, не е възможно всички тръбачи да свирят сигнал по едно и също време. Минават повече от пет секунди преди първата нота, изсвирена от тръбача на нашия генерален щаб, да достигне тръбач намиращ се на километър оттам. Така, със стотици тръбачи, свирещи сигнала на различни места с разлика във времето, и с ехото, носещо се от планините, се създаваше звук, който караше всеки човек да спре и да се помоли за миг.
Сигналите от тръбите ни караха да се чувстваме така, сякаш сме част от една организация, която притежава силата на всички армии през вековете.
Брод през реката
Широко известен и често цитиран е случаят, когато Патън се връща от фронтовата линия в щаба, вика един от полковниците до картата и нарежда:
— "Прекосете реката в тази точка!"
— „Генерале, нямаме достатъчно информация за дълбочината на реката тук. Може би ще трябва да построим понтонен мост, а и не знаем какви са почвените условия на бреговете.“
— "Ще пресечете там, където казах! Всеки може да го премине, а съм също така сигурен, че и танковете ще имат достатъчно твърда земя, за да преминат оттатък. Бреговете са стабилни. Реката е широка, но е доста плитка."
— "Откъде сте така сигурен?"
— "Виж ми панталоните! Ето колко е плитка водата. Преминах на другия бряг, без да бъда обстрелван от вражеския огън!"

## Култови изказвания
Следват цитати от речи на ген. Патън, които представят неговите похвати във военното дело и мислене.
Пред свои войници
- Пинта пот ще спести галон кръв.
- Ако човек прави най-доброто, то какво остава?
- За успеха на един човек съдя не по това колко високо е стигнал, а по това как отскача, когато се удари в дъното.
- Искам от вас да запомните, че никое копеле не печели войната като загива за родината си. Печели я като накара другото нещастно копеле да загине за своята.[13]

За руснаците
- …Само ми наредете, и аз ще изхвърля руснаците зад Висла…[14]
- …Трудността в разбирателството с руснаците се състои в това, че ние не осъзнаваме факта за тяхната принадлежност не към Европа, а към Азия и затова те мислят по друг начин. Ние не сме способни да разберем руснаците, както не можем да разберем китайците или японците, и имайки богат опит от общуването с тях, съм длъжен да кажа, че нямам особено желание да ги разбирам, освен ако не приемете за разбиране това колко олово и желязо са необходими за тяхното изтребване. В допълнение към другите азиатски качества на характера руснаците не уважават човешкия живот, всички са кучи синове, варвари и хронични алкохолици…[15]